# Pseudaraeopus lethierryi
Pseudaraeopus lethierryi är en insektsart som först beskrevs av Étienne Mulsant och Claudius Rey 1879.  Pseudaraeopus lethierryi ingår i släktet Pseudaraeopus och familjen sporrstritar. Inga underarter finns listade i Catalogue of Life.